# Peter Wennberg
Stefan Peter Wennberg (Karlskoga, 4 dicembre 1975) è un allenatore di calcio svedese.

## Carriera

### Giocatore
Ha iniziato ad allenare le giovanili del FBK Karlstad nel 1996, mantenendo l'incarico fino al 2003. Nelle stagioni 2004 e 2005 ha guidato la formazione femminile dell'Hertzöga BK. Nel 2006, insieme all'altro allenatore Mikael Fahlén, ha formato una coppia di allenatori alla guida della squadra femminile del Mallbackens IF, impegnata nel campionato di Damallsvenskan. Dopo questa esperienza, i due si sono trasferiti a Stoccolma per lavorare nell'accademia Svenska Fotbollsakademin.
Nel 2009 è entrato a far parte dell'AIK, squadra in cui negli anni a venire ha ricoperto i ruoli di allenatore delle squadre Under-16, Under-17 e Under-19. Nel maggio 2016 è stato promosso ad assistente allenatore della prima squadra a seguito della partenza di Jens Gustafsson. Nel gennaio 2018 è stato invece nominato responsabile dello sviluppo dei giovani del club. La sua prima permenenza all'AIK, tra i vari ruoli, è durata circa dieci anni.
A partire dal 1º febbraio 2019 ha assunto ufficialmente l'incarico di CT delle nazionali svedesi Under-19 e Under-17. Nell'agosto 2020 è diventato assistente di Roland Nilsson in forza alla nazionale Under-21, prima di tornare CT dell'Under-19 nel dicembre 2020.
Il 1º novembre 2021 Wennberg è ritornato ufficialmente all'AIK con il ruolo di direttore tecnico. Il 18 novembre 2022 è stato nominato nuovo capo allenatore ad interim della prima squadra fino al termine del campionato, andando a prendere il posto di un altro allenatore ad interim quale Henok Goitom a cui era scaduta la deroga di 60 giorni per poter allenare senza una licenza UEFA Pro.